# Barnstable (Massachusetts)
Barnstable é uma cidade do estado de Massachusetts, Estados Unidos, localizada no condado de mesmo nome.

## Geografia
Segundo o United States Census Bureau, Barnstable tem uma superfície total de 197,71 km², dos quais 154,89 km² são de terra e 42,83 km² estão cobertos por água.

## Demografia
Conforme censo de 2010, havia 45 193 pessoas residindo em Barnstable, com uma uma densidade populacional de 228,56 hab./km². Desse total, 89,3% eram brancos, 3,02% afro-americanos, 1,24% asiáticos, 0,62% ameríndios e 0,06% polinésios. Outros 2,69% pertenciam a outras raças e 3,06% pertenciam a duas ou mais raças.